# Taça Brasil de Futebol Feminino
Unter dem Oberbegriff Taça Brasil de Futebol Feminino werden mehrere kurzlebige Fußballwettbewerbe in Brasilien zusammengefasst, die mit Unterbrechungen zwischen 1983 und 2007 von verschiedenen Organisatoren ausgespielt wurden. Der 1983 erstmals ausgetragene Wettbewerb war der erste nationale Wettkampf für Frauen in der Geschichte des brasilianischen Fußballsports überhaupt, nachdem die gesetzliche Prohibition zur vereinsmäßigen Organisierung von Frauenmannschaften 1979 aufgehoben worden war.

## Erste Auflage
In seinen ersten Austragungen wurde der Wettbewerb nicht vom nationalen brasilianischen Fußballverband CBF organisiert, sondern im Wechsel von verschiedenen Verbänden der Bundesstaaten, von denen die Vereine zur Teilnahme eingeladen wurden. Die maßgebliche Initiative ging vom Landesverband von Rio de Janeiro aus, der FERJ, und ihres Vorzeigeklubs EC Radar von der Copacabana. Anlässlich der ersten drei Austragungen haben dazu einige der brasilianischen Spitzenklubs wie der SC Corinthians, der São Paulo FC, der SC Internacional, der Cruzeiro EC und Atlético Mineiro erstmals eigene Sektionen für Frauenmannschaften eröffnet, diese aber schon nach wenigen Jahren mangels ausbleibendem öffentlichen Interesses wieder geschlossen. Selbiges galt auch für den Wettbewerb, besonders nach dem ab 1990 einsetzenden Niedergang des EC Radar.
In denkwürdiger Erinnerung ist dieser erste nationale Wettbewerb für Brasiliens Fußballerinnen weniger wegen seiner sportlichen Qualität, als vielmehr wegen seiner gewalttätigen Ausbrüche geworden, in die der Schiedsrichter Jorge Emiliano „Margarida“ involviert war. Der war zunächst ein Leid tragender Akteur in dem von ihm geleiteten ersten Finale von 1983, als er in der 87. Spielminute nach vermeintlichen Fehlentscheidungen zu deren Ungunsten von den Spielerinnen der SE Ponto Frio aus Goiás zuerst verbal und schließlich physisch attackiert wurde, teils unter Beihilfe von Vereinsfunktionären und einiger Zuschauer. Darauf beendete er die Partie vorzeitig, indem er alle Spielerinnen von Goiás des Platzes verwies. In einer Vorrundenpartie der sechsten Austragung am 8. Januar 1989 (EC Radar vs. Saad EC; 5:0) hatte der Schiedsrichter selbst eine Saad-Spielerin tätlich angegriffen, was eine sportgerichtliche Untersuchung gegen ihn zur Folge hatte.
Finalspiele
| Saison | Datum      | Ort                                              | Pokalsieger | Ergebnis        | Finalist         | Teil- nehmer |       |
| ------ | ---------- | ------------------------------------------------ | ----------- | --------------- | ---------------- | ------------ | ----- |
| 1983   | 03.07.1983 | Rio de Janeiro, Olaria, Estádio da Rua Bariri    | EC Radar    | 5:0             | SE Ponto Frio    | 4            | [ 3 ] |
| 1984   | 22.01.1984 | Rio de Janeiro, Deodoro, Estádio Marechal Hermes | EC Radar    | 1:1 (3:2 i. E.) | Atlético Mineiro | 4            | [ 4 ] |
| 1985   | 12.01.1986 | Rio de Janeiro, Ilha do Governador               | EC Radar    | 3:0             | SC Internacional | 6            | [ 5 ] |
| 1986   | 02.11.1986 | Campinas                                         | EC Radar    | ?               | Distriktauswahl  | 8            | [ 6 ] |
| 1987   | 29.11.1987 | Brasília, Taguatinga, Estádio Elmo Serejo Farias | EC Radar    | 0:0 (4:3 i. E.) | Vila Dima FC     | 8            | [ 7 ] |
| 1988   | 14.01.1989 | Niterói                                          | EC Radar    | 3:0             | Sul América EC   | 6            | [ 8 ] |

In den frühen 1990er Jahren fanden weitere, nur schlecht dokumentierte Wettbewerbe mit nationalem Anspruch statt. So reklamiert der Sul América EC aus Manaus für die Jahre 1990 und 1991 je einen Meistertitel im Frauenfußball für sich.

## Zweite Auflage
1993 wurde das Format nun unter der Federführung der CBF wiederbelebt, die ihn mit dem Anspruch eines Meisterschaftswettkampfes versehen wollte. Der Wettbewerb sollte die Professionalisierung des nationalen Frauenfußballs vorantreiben, allerdings erwies sich auch dieser Versuch mangels Zuschauerinteresses und Unterstützung durch Sponsoren als sehr kurzlebig und der Status einer Meisterschaft wird ihm heute allenfalls nur noch inoffiziell zuerkannt. Nach der Spielzeit 2001 wurde er eingestellt.
Finalspiele
| Saison | Datum                         | Ort                               | Pokalsieger                   | Ergebnis                      | Finalist                      | Teil- nehmer                  |                               |
| ------ | ----------------------------- | --------------------------------- | ----------------------------- | ----------------------------- | ----------------------------- | ----------------------------- | ----------------------------- |
| 1993   | ?                             | Arceburgo                         | CR Vasco da Gama              | 5:0                           | Saad EC                       | ?                             | ?                             |
| 1994   | ?                             | Tramandaí, Torres, Capão da Canoa | CR Vasco da Gama              | ?                             | Euroexport                    | ?                             | ?                             |
| 1995   | Wettbewerb nicht ausgetragen. | Wettbewerb nicht ausgetragen.     | Wettbewerb nicht ausgetragen. | Wettbewerb nicht ausgetragen. | Wettbewerb nicht ausgetragen. | Wettbewerb nicht ausgetragen. | Wettbewerb nicht ausgetragen. |
| 1996   | 04.02.1996                    | Osasco                            | Saad EC                       | 2:0                           | CR Vasco da Gama              | 16                            | [ 12 ]                        |
| 1997   | 27.11.1997                    | Taubaté                           | São Paulo FC                  | 4:0                           | Portuguesa                    | 16                            | [ 13 ]                        |
| 1998   | 25.11.1998                    | Goiânia                           | CR Vasco da Gama              | 2:0                           | Portuguesa                    | ?                             | [ 14 ]                        |
| 2000   | 13.02.2000                    | Uberlândia                        | Portuguesa                    | 4:0                           | SE Palmeiras                  | 20                            | [ 15 ]                        |
| 2001   | 09.09.2001                    | Ubá                               | Santa Isabel FC               | 1:0                           | SE Matonense                  | 20                            | [ 16 ]                        |

## Dritte Auflage
In den Jahren 2006 und 2007 veranstaltete der Amateurverband LINAF ein eigenes Wettbewerbsformat. Parallel dazu startete die CBF mit der Copa do Brasil einen neun Anlauf zur Professionalisierung im Frauenfußball.
Finalspiele
| Saison | Datum      | Ort        | Pokalsieger | Ergebnis        | Finalist           | Teil- nehmer |        |
| ------ | ---------- | ---------- | ----------- | --------------- | ------------------ | ------------ | ------ |
| 2006   | 20.12.2006 | Jaguariúna | Botucatu FC | 2:2 (4:3 i. E.) | Duque de Caxias FC | 8            | [ 17 ] |
| 2007   | 18.03.2007 | Itapira    | Santos FC   | 3:0             | Botucatu FC        | 20           | [ 18 ] |